# Паскин, Александр Александрович
Александр Александрович Паскин (23 октября 1881 — 1947) — офицер русского и советского флота, гидрограф, участник Цусимского похода и сражения.

## Биография
Родился в семье действительного статского советника Александра Степановича Паскина (1846—1914), впоследствии предводителя дворянства Тверской губернии и депутата Государственной думы.
- 1897 — Окончил Общие классы Морского корпуса.
- 1900 — Окончил Специальные классы Морского корпуса. В 1903—1904 годах обучался в Офицерском классе Кронштадтской водолазной школы.
- 1904 — Лейтенант.
- 1904—1905 — Старший офицер эскадренного миноносца «Громкий», на котором участвовал в Цусимском сражении, получив тяжёлое ранение. За отличие в сражении награждён 8 января 1907 года орденом Святого Владимира IV степени с мечами и бантом и 30 июня 1908 года — орденом Святого Георгия IV степени.
- Преподавал в Морском корпусе.

26 ноября 1914 года произведён в чин капитана 1-го ранга со старшинством от 14 апреля.

## Служба в РККФ
В феврале 1918 года назначен начальником административной части Управления Высших Военно-морских учебных заведений. В декабре 1921 года назначен начальником учебной части Учебного отряда Балтийского флота. В апреле-сентябре 1923 года служил помощником начальника отдела Учебного отряда Балтийского флота. В сентябре 1923 года назначен помощником начальника части Управления Военно-морских учебных заведений. В ноябре 1923 года назначен начальником части Управления Военно-морских учебных заведений. В январе 1924 года назначен помощником начальника отдела Управления Военно-морских учебных заведений. В октябре 1925 года назначен инспектором Управления Военно-морских учебных заведений. В сентябре 1926 года назначен помощником начальника отдела Управления Военно-морских учебных заведений. В декабре 1927 года назначен преподавателем Военно-морского политического училища. В апреле 1928 года назначен помощником начальника отдела Управления Военно-морских учебных заведений. В октябре 1929 года назначен преподавателем Военно-морского училища имени М. В. Фрунзе. В сентябре 1934 года назначен старшим преподавателем Военно-морского училища имени М. В. Фрунзе. 17 декабря 1938 года присвоено звание капитана 1-го ранга. В апреле 1940 года назначен преподавателем Специальных курсов командного состава флота.
В октябре 1942 года назначен редактором лоций Гидрографического управления ВМФ. В сентябре 1943 года назначен старшим редактором лоций Центрального картографического издательского производства Гидрографического управления ВМФ. 22 июля 1944 года награждён орденом Трудового Красного Знамени. В июле 1944 года назначен заместителем главного редактора Северо-Западного картографического управления гидрографии ВМФ. Награждён «за долгосрочную и безупречную службу» 3 ноября 1944 года орденом Красного Знамени и 21 февраля 1945 года орденом Ленина. Подготовил к печати материалы по Лоции Северной части Тихого Океана (залив Аляска), Восточной части Берингова моря и рек Днепровского бассейна.
В 1944—1947 годах возглавлял кафедру судовождения Высшего Морского Арктического училища Главсевморпути.

## Сочинения
- Паскин А. А. Лоция морей: [Для учащихся штурманской специальности]. — Л.: Печатный двор; М.: Гостранстехиздат, 1937. — 252 с. : ил.; 23 см.